# مغامرات عصام
مغامرات عصام مسلسل أنمي ياباني عرض لأول مره في 26 أغسطس 1994 واستمر عرضه حتى 3 مارس 1995. تمت دبلجة المسلسل للغة العربية بواسطة إستديو بيروت الدولي وهو مقتبس عن رواية مغامرات هكلبيري فين للكاتب الأمريكي مارك توين.

## القصة
يتحدث المسلسل عن فتى ذكي ومشاكس يدعى عصام يعيش وحيدا في كوخ يتركه فيقرر البحث عن والده، يتعرف عصام على مجموعة من الأصدقاء ويمضيان معا مغامرات شائقة.

## الشخصيات
- عصام : فتى ذكي ومشاكس.
- ماهر :صديق عصام المقرب يتعرف عليه عصام في القرية ويتعاركان ويصبحان اصدقاء وهو يحب زهرة.
- سامر : صديق عصام ويرافق عصام في رحلته ويعثر على امه المريضة في المستشفى.
- زهرة : فتاه في مدرسة ماهر وسامر وهي تحب ماهر.
- بوبي : وهو كلب عصام التقاه به في أول حلقة واسماه بوبي.
- الأخطبوط : مجرم مطلوب للعدالة وهو يخاف من الفئران كثيرا.
- العجوز : وهو رجل عجوز يساعد الأخطبوط في جرائمه.
- السيدة رجاء : امراه غنية ساعدها عصام قبل ان يقتلها الأخطبوط فكافئته بان اسكنته في بيتها.
- الآنسة إيمان : وهي ابنه اخت السيدة رجاء معلمة عصام تولت تعليمه في بيت السيدة رجاء ولكنه يسبب لها الكثير من المشاكل ويهرب من الدروس.
- السيد مدحت : رئيس القرية.
- والد عصام : وهو رجل بخيل جاء لبيت السيدة رجاء للحصول على الكنز المدفون وياخذ بعض النقود من السيدة من فترة لأخرى.
- عبود : صبي دائم الشجار مع عصام ورفاقه.
- اياد : من اصدقاء عبود
- نبيل : من اصدقاء عبود

## قائمة الحلقات
| رقم الحلقة | عنوان الحلقة                  |
| ---------- | ----------------------------- |
| 1          | عصام وماهر                    |
| 2          | عصام يبني كوخاً                |
| 3          | عصام والبيت المخيف            |
| 4          | عصام يبدأ رحلته               |
| 5          | البحث عن الكنز                |
| 6          | عصام المليونير                |
| 7          | عصام في مأزق                  |
| 8          | هروب عصام                     |
| 9          | ظهور والد عصام                |
| 10         | عصام يبدأ رحلته               |
| 11         | عصام ولباس الفتاة             |
| 12         | عصام على متن السفينة البخارية |
| 13         | عصام يتشاجر مع سامر           |
| 14         | عصام والعاصفة                 |
| 15         | مهمه في حطام السفينة          |
| 16         | المصالحة                      |
| 17         | مغامرة بوبي                   |
| 18         | عصام في نزهة                  |
| 19         | حقيقة المزيف                  |
| 20         | السيرك في المدينة             |
| 21         | عصام يتوه                     |
| 22         | عصام المحبوب                  |
| 23         | عصام والمزيف                  |
| 24         | عصام والقطار                  |
| 25         | عصام الجديد                   |
| 26         | عصام وسامر وماهر              |

## الأصوات العربية
- سناء حامد(عصام)
- فاتن خليفة
- فادي الرفاعي
- حسن حمدان
- إيمان بيطار
- منى مجذوب
- جيهان ملا
- رندة قرانوح
- غادة الفي
- ريما الأعور

بالاشتراك مع:
- محمد إبراهيم
- عماد فريد
- كاتيا أبو دامس
- خالد السيد
- علي صفا
- حسام الصباح

## وصلات خارجية
- مغامرات عصام على موقع IMDb (الإنجليزية)
- مغامرات عصام على موقع كينوبويسك (الروسية)
- مغامرات عصام على موقع قاعدة بيانات الفيلم (الإنجليزية)
- مغامرات عصام على موقع ANN anime (الإنجليزية)